# Néstor Mont
Néstor Mont (Algemesí, 28 de gener de 1967) és un cantautor i guitarrista del País Valencià.
Autodidacta de formació, comença la seua trajectòria com a guitarrista i cantant en diverses formacions de pop-rock. Al pocs anys es dedica a la seua vessant de cantautor amb la guitarra clàssica com a instrument fonamental i bàsic de les seues composicions. Enceta així la seua carrera en diferents projectes amb la complicitat de Mara Aranda i Joansa Maravilla, dels quals destaca Cendraires, formació amb la que gravarà el disc homònim i que combina les composicions de Néstor amb instruments tradicionals i sonoritats del mediterrani. Arran de la dissolució d'aquest grup continua la seua carrera en solitari editant tres treballs discogràfics i participant com a guitarrista i productor en projectes, produccions i treballs discogràfics de destacats i prestigiosos artistes, destacant la col·laboració amb el conegut cantaor xativí Pep Gimeno «botifarra».

## Discografia[calcitació]
Discos Propis
- Cendraires(Sonifolk 1998)
- Sentit (Cambra Records 2004)
- Amor de Terra(autoedició 2010)
- Tres (Mésdemil 2014)

Discos Produïts
- Si em pose a cantar cançons (Pep Gimeno «botifarra», Cambra Records 2006)
- Mare, vull ser muixeranguera (llibre-disc Ed: Andana, 2011)
- Pugem amb globus (Ruben Suàrez canta a Dolors Pellicer, Autoedició, 2014)
- Una cançoneta i a dormir (Ruben Suàrez canta a Dolors Pellicer, llibre-disc, Ed:	El Petit Editor, 2016)
- Emprentes (Xavi de Bétera, Metrònom 2019)
- De dins (Pixurri, Autoedició 2020)